# Hansa-Realschule Soest
Die Hansa-Realschule Soest war eine Realschule in Soest. Sie lag am Troyesweg.

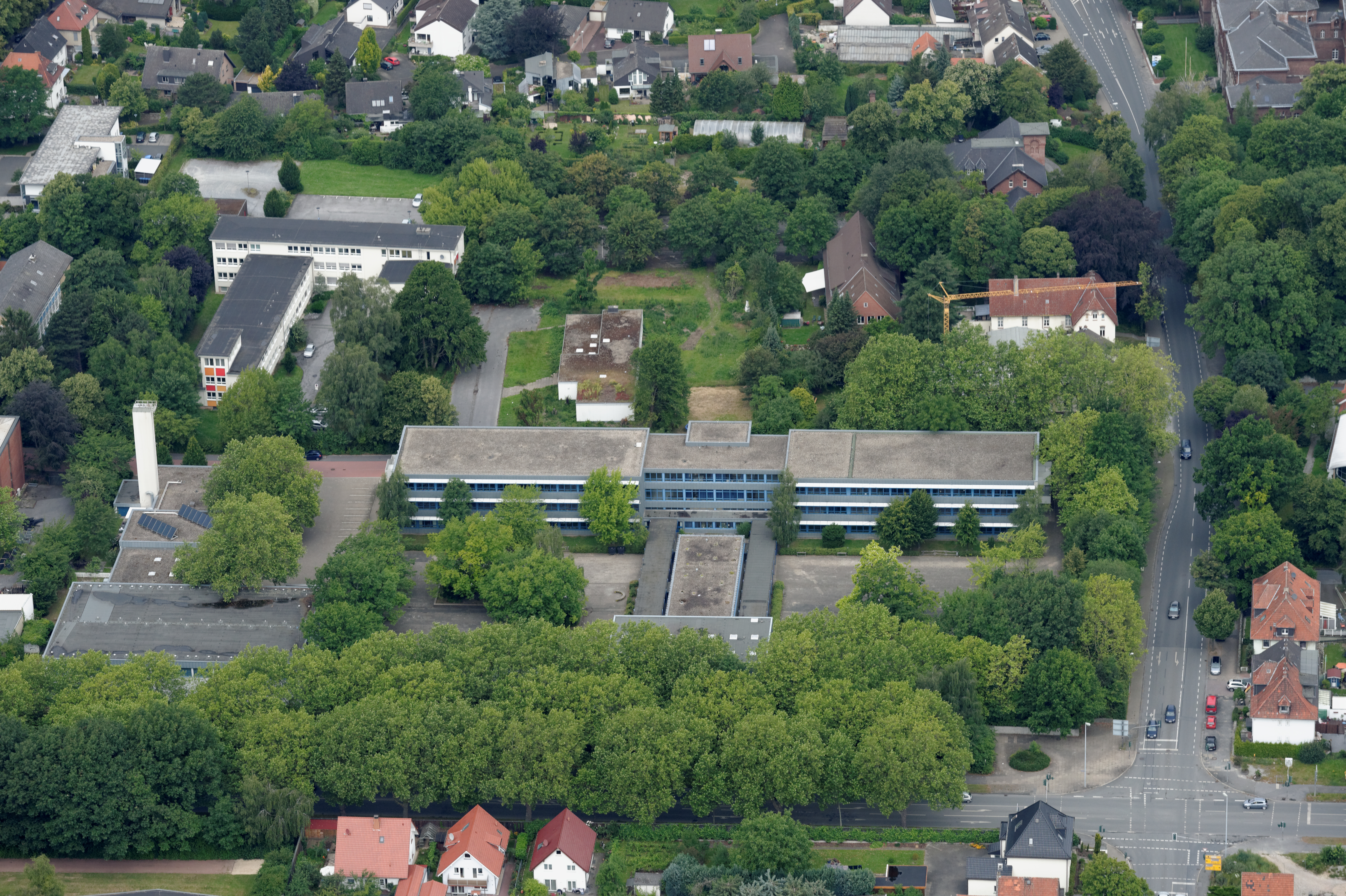
Luftbild des Schulgebäudes

## Geschichte
Die Hansa-Realschule wurde 1951 in Soest gegründet, als Untermieter in dem damaligen Gymnasium am Hohen Weg. Die Leitung der Städtischen Realschule für Knaben und Mädchen wurde Heinrich Jühe übertragen, der am 1. April 1953 zum Rektor ernannt wurde. Im Jahr 1962 erfolgte der Planungsauftrag zum Bau der neuen Hansa-Realschule durch die Stadt Soest an K. H. Beyerling. Der erste Spatenstich wurde 1963 gesetzt. Nach einer zweijährigen Bauzeit konnte die Schule am 15. Oktober 1965 das neue Gebäude beziehen. Damals wurden die Schüler nach Geschlecht voneinander getrennt, deshalb gab es auch einen Ost- und einen Westteil.
Als 1968 immer mehr Schüler die Schule besuchten beschloss der Stadtrat, die Schule in Realschule I und Realschule II zu teilen. Zum Zeitpunkt dieser Teilung besuchten 986 Schüler 25 Klassen mit 33 Lehrkräften. Als das Gebäude 1976 für beide Realschulen zu klein wurde, zog die Realschule II in das Gebäude des ehemaligen Mädchengymnasiums am Paradieser Weg um. Am 28. Oktober 1978 erhielt die Realschule II den Namen: Christian-Rohlfs-Realschule, den sie bis heute noch trägt. Ein Jahr später, im Jahre 1979 erhielt die Realschule I den Namen Hansa-Realschule und trug seitdem das Symbol einer Hansekogge.
Für den Jahrgang 1981/1982 wurden erstmals fünf Eingangsklassen aufgenommen. Diese Fünfzügigkeit bestand bis zur Schließung. Benannt wurden die fünf Klassen von A bis E. Im Jahre 1992 wurde die Küche auf den neusten Stand gebracht. In den Jahren von 1999 bis 2001 wurde die gesamte Fensterfront und die Türen erneuert. Außerdem erhielt die Aula eine neue Fassade. Noch im Jahre 2001 wurde der Chemieraum umgebaut und entsprach so den neuesten Sicherheitsvorschriften. Im selben Jahr feierte die Schule ihr 50. Jubiläum. Am 11. Mai 2001 fand eine Feier in der Stadthalle statt. Vom 17. September bis 21. September 2001 wurde aus gleichem Anlass eine Projektwoche zu dem Motto „Wasser im Leben, Leben im Wasser“ mit großem Erfolg durchgeführt. Ein Ehemaligentreffen mit der Präsentation der Projekte und einem unterhaltsamen Programm rundete die Woche ab. 2002 wurde an den Fenstern der Südseite Beschattungen angebracht, die verhindern sollten, dass das Sonnenlicht zu stark in die Klassenzimmer einfiel. 2004 wurde der Physikraum saniert und der Biologieraum erhielt eine neue Einrichtung. Die Sporthalle wurde ebenfalls von Grund auf saniert. Die Sporthalle wurde am 24. September 2004 eingeweiht. Im Februar 2005 gewann die Schule das Fußballturnier Hanse Pokal.
Die Schule gab auf ihrer Website die Schließung zum 26. Juni 2020 bekannt.

## Schulleiter von 1953 bis 2020
- 1953–1967: Heinrich Jühe (Realschule I)
- 1967–1983: Karlheinz Enste
- 1984–2003: Horst Wollenweber
- 2004–2018: Rainer Drubba
- 2018–2020: Heinz-Jürgen Rüterbories (kommissarisch)

## Ehemalige Partnerschule
Die Realschule Herzberg